# Chartbusters Go Pop! 20 Legendary Covers from 1969/70 as Sung by Elton John
Chartbusters Go Pop! 20 Legendary Covers from 1969/70 as Sung by Elton John è un album dell'artista britannico Elton John, distribuito dalla K-Tel.
Nessun brano è stato composto da Elton: tutte le tracce, infatti, sono delle reinterpretazioni di altri artisti, da lui registrate perché all'epoca esse possedevano una certa notorietà. L'allora sconosciuto Reg Dwight cercava infatti di sbarcare il lunario anche proponendo proprie versioni di successi altrui. Questo è anche uno dei motivi per cui le tracce suonino raramente "alla Elton": egli infatti aveva cercato di riprodurre il sound originale più fedelmente possibile. I brani furono registrati nel 1969/70 per essere pubblicati in varie compilation (non c'è mai stato originariamente l'intento di fare un album vero e proprio); Chartbusters, che comprende alcuni di essi, fu messa sul mercato nel 1994. Questo perché Elton non aveva alcun potere decisionale, dato che all'epoca, come già detto, lavorava su commissione.

## Tracce
1. My Baby Loves Lovin - 2:44 (White Plains)
2. Cotton Fields - 2:47  (Lead Belly, cover dei Beach Boys)
3. Lady D'Arbanville - 3:41 (Cat Stevens)
4. Natural Sinner - 2:50 (Fair Weather)
5. United We Stand - 2:48 (Brotherhood of Man)
6. Spirit in the Sky - 3:37  (Norman Greenbaum)
7. Travelin' Band - 2:16  (Creedence Clearwater Revival)
8. I Can't Tell the Bottom from the Top - 3:42 (The Hollies)
9. Good Morning Freedom - 3:07 (Blue Mink)
10. To Be Young, Gifted and Black - 3:04  (Nina Simone)
11. In the Summertime - 2:51  (Mungo Jerry)
12. Up Around the Bend - 2:38 (Creedence Clearwater Revival)
13. Snake in the Grass - 3:02 (Dave Dee, Dozy, Beaky, Mick & Tich)
14. Neanderthal Man - 3:35 (Hotlegs)
15. She Sold Me Magic - 1:56 (Lou Christie)
16. Come and Get It - 2:14  (Paul McCartney)
17. Love of the Common People - 2:33 (Waylon Jennings)
18. Signed, Sealed, Delivered, I'm Yours - 2:32  (Stevie Wonder)
19. It's All in the Game - 2:23 (Tommy Edwards)
20. Yellow River - 2:35 (Christie)